# Commellus cedilla
Commellus cedilla är en insektsart som beskrevs av Hamilton 1995. Commellus cedilla ingår i släktet Commellus och familjen dvärgstritar. Inga underarter finns listade i Catalogue of Life.